# توني هاوكس
توني هاوكس (بالإنجليزية: Tony Hawks)‏ هو كاتب ومؤلف بريطاني، ولد في 12 مايو 1960 في برايتون في المملكة المتحدة.

## وصلات خارجية
- الموقع الرسمي
- توني هاوكس على موقع IMDb (الإنجليزية)
- توني هاوكس على موقع ميوزك برينز (الإنجليزية)
- توني هاوكس على موقع ديسكوغز (الإنجليزية)
- توني هاوكس على موقع قاعدة بيانات الفيلم (الإنجليزية)